# Fokker D.III
O Fokker D.III (designação Fokker M.19) foi um caça biplano alemão da Primeira Guerra Mundial. Ele viu serviço limitado na linha de frente antes de ser retirado do combate em dezembro de 1916.

## Projeto e desenvolvimento
O M.19 começou como um esforço para melhorar o desempenho do Fokker D.II (designação Fokker "M.17"). O M.19 apresentava o motor rotativo Oberursel U.III de 14 cilindros e duas fileiras, combinado com a célula de asa de duas baias do Fokker D.I. O motor U.III, usado pela primeira vez no Fokker E.IV, exigia uma montagem dianteira e traseira revisada e uma fuselagem reforçada. O protótipo M.19 chegou a Adlershof para testes em 20 de julho de 1916. A "Idflieg" emitiu um pedido de produção para 50 aeronaves na época, seguido por pedidos para 60 aeronaves adicionais em agosto e 100 em novembro. A nova aeronave foi designada "D.III" pela "Idflieg".

## Histórico operacional
As primeiras sete aeronaves de produção foram entregues em 1º de setembro de 1916. Nessa data, duas aeronaves D.III foram transportadas de Armee Flug Park 1 para Jagdstaffel 2 em Bertincourt. Oswald Boelcke recebeu o de série 352/16 e obteve sete vitórias entre 2 e 15 de setembro.
Enquanto o D.III oferecia um desempenho melhor do que o "D.I" e o "D.II", Boelcke, no entanto, achou o D.III muito lento. O D.III foi atormentado por seu motor U.III, que se desgastava rapidamente e era difícil de fabricar. A baixa compressão resultou em baixo desempenho em altitude e o resfriamento da fileira traseira de cilindros provou ser problemático. Além disso, o D.III oferecia manobrabilidade apenas aceitável. Por recomendação de Boelcke, o D.III foi retirado de setores de fortes embates da Frente Ocidental, mas continuou a servir em setores mais "calmos".

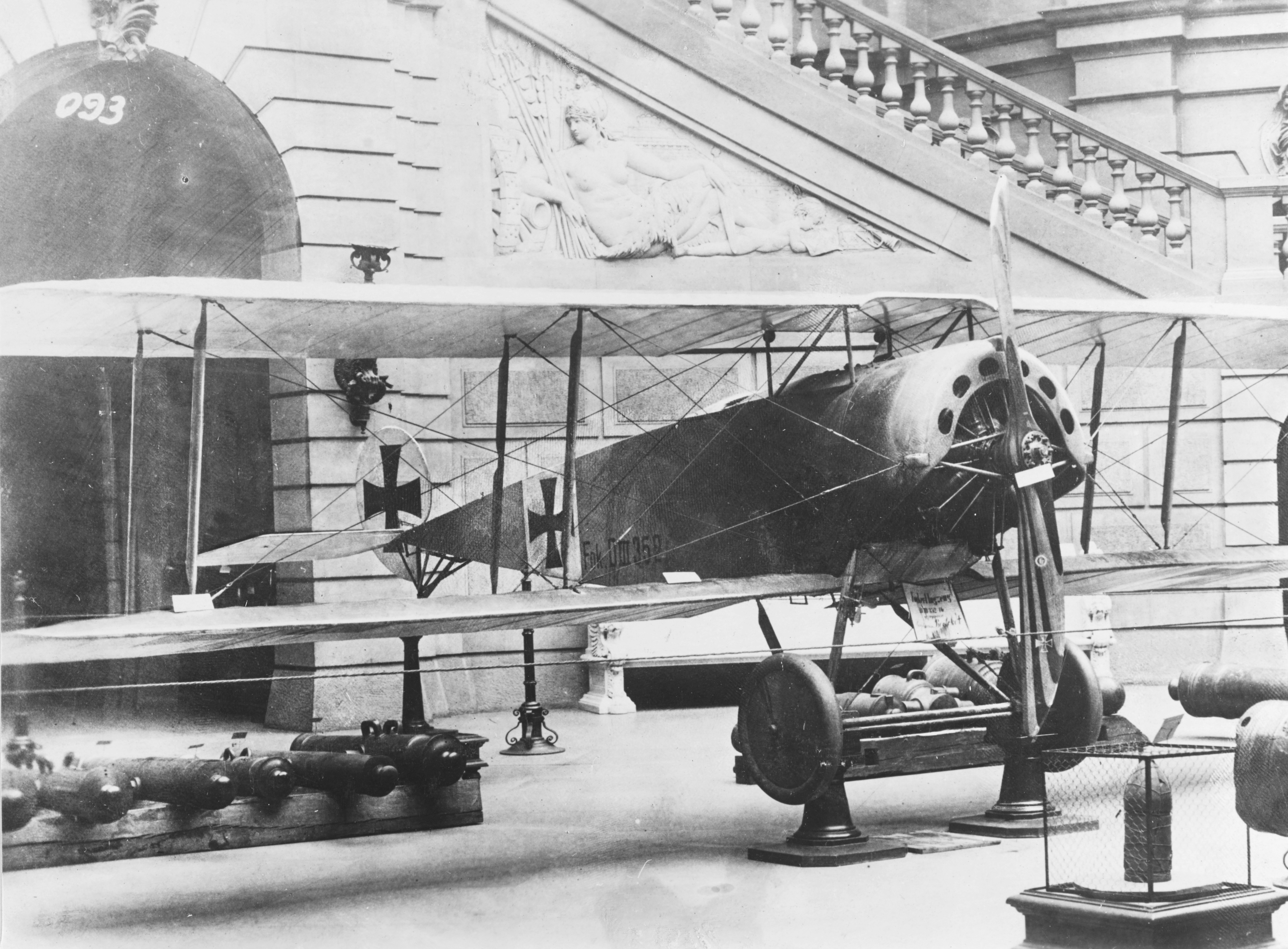
O Fokker D.III (Wk.Nr. 352/16), pilotado pelo ás Oswald Boelcke, em exposição no museu Zeughaus em Berlim. A aeronave foi destruída por um bombardeio aliado em 1943.

No início de outubro de 1916, a avaliação do protótipo "M.21" da Fokker em Adlershof revelou má construção e mão de obra. Em resposta, a Idflieg ordenou que uma produção de D.III fosse testada para fins de controle de qualidade. Em novembro de 1916, a série 369/16 foi desmontada e testada até a destruição em Adlershof. Embora as asas tenham se mostrado aceitáveis, as superfícies da fuselagem e da cauda não atenderam às especificações. A Idflieg repreendeu a Fokker pelas práticas de construção abaixo do padrão de sua empresa, mas permitiu que a produção do D.III continuasse. O "Kogenluft", no entanto, proibiu o uso de aeronaves Fokker para tarefas na linha de frente.
A Fokker construiu 210 aeronaves D.III em sua fábrica de Schwerin antes da produção cessar na primavera de 1917. As aeronaves de produção tardia substituíram o sistema de deformação das asas por ailerons balanceados na asa superior. Embora inadequado para o serviço de linha de frente, o D.III continuou a servir em unidades de defesa doméstica até o final de 1917. Em outubro de 1917, a Alemanha forneceu 10 D.III para a Holanda. Essas aeronaves permaneceram em serviço com o "Luchtvaartafdeling" até 1921.
O D.III de Boelcke, serial 352/16, sobreviveu à guerra para ser exibido no museu "Zeughaus" em Berlim. A aeronave foi destruída por um bombardeio aliado em 1943.

## Operadores
Império Alemão
- "Luftstreitkräfte"

 Holanda
- "Luchtvaartafdeling"

## Especificações (D.III)
Dados de: Fikker-History (parcial)
Descrições gerais
- Tripulação: 1 piloto
- Comprimento: 6,30 m (21 ft)
- Envergadura: 9,05 m (30 ft)
- Altura: 2,55 m (8,4 ft)
- Área alar: 20 m² (215 ft²)
- Peso vazio: 430 kg (948 lb)
- Peso bruto (carregado): 710 kg (1 570 lb)

Motorização
- Número de motores: 1x
- Tipo do motor: Oberursel U.III giratório, de 14 cilindros, duas fileiras, refrigerado a ar
- Potência por motor: 160 hp (119 kW)
- Descrição do propulsor/hélice: hélice de passo fixo de duas pás

Performance
- Velocidade máxima: 160 km/h (99,4 mph)
- Alcance: 220 km (137 mi)
- Razão de subida: 4.8 m/s
- Tecto de serviço: 4 700 m (15 400 ft)

Armamentos
- Metralhadoras/canhões: 2 metralhadoras "lMG 08 Spandau" de 7,92 mm (.312") de disparo frontal